# Мутье (Швейцария)
Мутье (фр. Moutier) — город и коммуна в Швейцарии, бывший окружной центр, находится в кантоне Берн.
Население составляет 7385 человек (на 31 декабря 2019 года). Официальный код — 0700.

## История
До 2009 года был центром округа Мутье, с 2010 года вошёл в состав нового округа Бернская Юра. 
18 июня 2017 года жители коммуны проголосовали за то, остаться ли в кантоне Берн или стать частью кантона Юра. При явке в 88% жители высказались за смену кантона: 2067 (51,7%) против 1930 голосов (48,3%). Голосование было признано недействительным 5 ноября 2018 года администрацией Бернской Юры после того, как были поданы жалобы о нарушениях на избирательных участках. Это привело к большой демонстрации протеста со стороны сторонников присоединения к Юре 9 ноября. 29 августа 2019 года административный суд кантона Берн подтвердил, что голосование было недействительным. Второе голосование было проведено 28 марта 2021 года. Федеральное правительство сопровождало всю процедуру и контролировало её - это единственный такой случай в Швейцарии. Результат голосования ещё больше склонился в пользу смены кантона: 2114 (54,9%) против 1740 голосов (45,1%) Ожидается, что в начале 2026 года коммуна перейдёт в кантон Юра. С этой целью избирателям кантонов Берн и Юра должно быть представлено соглашение об изменении кантонов для проведения референдума. Если оба кантона согласны, изменение кантона должно быть одобрено Федеральным собранием. Никаких жалоб на результаты голосования не поступало. Однако жалоба, поданная до голосования, всё ещё находится на рассмотрении. Кроме того, было возбуждено два уголовных дела в связи с голосованием 28 марта.